# Sthenoteuthis
Sthenoteuthis — род головоногих моллюсков из отряда десятируких семейства Ommastrephidae. Входит в подсемейство Ommastrephinae. Род содержит два вида. Это доминирующие виды Ommastrephidae в тропических и субтропических морях, и их обычно видят на поверхности океана ночью. Длина их мантии варьирует от 10 см до 60 см.

## Экология[3]
Масштабные экологические исследования океанических кальмаров рода Sthenoteuthis проводились в открытых водах тропической зоны всех трех океанов в течение 1961—1990 гг. Они были сосредоточены на S. pteropus в Атлантике и S. oualaniensis в Индийском и Тихом океанах (главным образом в восточной части Тихого океана). Количественное распределение кальмаров неоднородно, области плотных концентраций совпадают с динамически активными зонами дивергенций и конвергенций и гидрологическими фронтами. Планктонные параларвы обитают в эпипелагической зоне вблизи пикноклина. Молодь и взрослые кальмары-межзональные животные, поднимающиеся на поверхность в ночное время для кормления и опускающиеся на глубину 200—1000 м на рассвете. Пространственная структура ареала сложна и состоит из нескольких районов с высоким обилием кальмаров, которые географически изолированы и охватывают различные экологические параметры популяций кальмаров. Между этими областями существует генетический обмен, поэтому они представляют собой суперпопуляционный уровень внутривидовой структуры. Оба вида, особенно S. oualaniensis, находятся в процессе активной адаптивной радиации. Пять внутривидовых форм S. были обнаружены oualaniensis и две формы S. pteropus.
Sthenoteuthis spp.-очень быстрорастущие животные: в возрасте 300 дней они могут достигать ML 55-60 см и BW 8-9 кг. Это типичные r-стратеги с мелкими яйцами (0,75-1,0 мм), высокой плодовитостью (до 10-22 млн ооцитов), моноциклическим 1-летним жизненным циклом, быстрой сменой поколений, быстрыми изменениями размерной структуры и высокой продуктивностью. Параларвы и ранняя молодь питаются в основном ракообразными, в то время как основные продукты питания взрослых особей-микронектонические лантерны (Myctophidae) и кальмары. Взрослые Sthenoteuthis не играют важной роли в питании крупных океанических высших хищников.
В эпипелагических экосистемах основная пищевая цепь такова: ракообразные → никтоэпипелагические миктофиды → Sthenoteuthis. Для кальмаров Sthenoteuthis характерна высокая степень индивидуальной и социальной организации поведения. Это одна из важнейших предпосылок их экологического прогресса. Предварительно оценивали биомассу и продуктивность кальмаров. Эти кальмары представляют большой интерес как важные функциональные элементы океанических экосистем и как потенциальные рыбные ресурсы.

## Виды
- Sthenoteuthis oualaniensis[4]
- Sthenoteuthis pteropus[5][6]